# Dijon-Prenois
El Circuit de Dijon-Prenois es un autódromo ubicado a 12 km al oeste de la ciudad de Dijon, región de Borgoña-Franco Condado, Francia. El Gran Premio de Francia de Fórmula 1 se disputó en este circuito en las temporadas 1974, 1977, 1979, 1981 y 1984; también albergó al Gran Premio de Suiza de 1982. La Scuderia Ferrari no logró vencer en ninguna de las seis carreras.
El trazado original de 3.289 metros fue inaugurado el 26 de mayo de 1972. Debido a que los bajos tiempos de vuelta en el Gran Premio de Francia de 1974 causaban congestiones entre los rezagados y los punteros, se agregó una extensión en el año 1975 para alcanzar los 3.801 metros finales.
La victoria de Jean-Pierre Jabouille en el Gran Premio de Francia de 1979 al volante de un Renault supuso la primera victoria de un motor sobrealimentado y la primera de ese equipo. Además, la logró un piloto francés con un automóvil francés, neumáticos franceses (Michelin) y combustible francés (Elf Aquitaine). En esa misma carrera, el canadiense Gilles Villeneuve y el francés René Arnoux disputaron ferozmente la segunda posición durante varias vueltas.
Dijon-Prenois fue visitado por el Campeonato Mundial de Turismos en 1987, la Fórmula 3000 Internacional en 1985, 1988 y 1989, la Fórmula 3000 Europea en 2002 y 2004, la BPR Global GT Series en 1994, el Campeonato FIA GT en 1998 y 2006, el Campeonato de la FIA de Sport Prototipos en 2002, y el Deutsche Tourenwagen Masters y la Fórmula 3 Euroseries en 2009. En la actualidad, Dijon-Prenois alberga fechas de los campeonatos franceses de gran turismos, Fórmula Renault y motociclismo de velocidad, así como carreras de automóviles históricos.

## Ganadores

### Fórmula 1

#### Gran Premio de Francia
| Año     | Piloto                | Constructor | Fecha      | Resultados |
| ------- | --------------------- | ----------- | ---------- | ---------- |
| 1974    | Ronnie Peterson       | Lotus-Ford  | 7 de julio | Resultados |
| 1977    | Mario Andretti        | Lotus-Ford  | 3 de julio | Resultados |
| 1979    | Jean-Pierre Jabouille | Renault     | 1 de julio | Resultados |
| 1981    | Alain Prost           | Renault     | 5 de julio | Resultados |
| 1984    | Niki Lauda            | McLaren-TAG | 20 de mayo | Resultados |
| Fuente: |                       |             |            |            |

#### Gran Premio de Suiza
| Año     | Piloto       | Constructor   | Fecha        | Resultados |
| ------- | ------------ | ------------- | ------------ | ---------- |
| 1982    | Keke Rosberg | Williams-Ford | 29 de agosto | Resultados |
| Fuente: |              |               |              |            |